# Historique des indicatifs régionaux de l'Alabama

Territoires des quatre premiers indicatifs régionaux de l'État de l'Alabama aux États-Unis

Cet article décrit les étapes de l'introduction des indicatifs régionaux du Plan de numérotation nord-américain dans l'État de l'Alabama aux États-Unis.

## Historique
De 1947 (date de l'implantation du Plan de numérotation nord-américain) au 15 janvier 1995, l'indicatif 205 couvrait tout l'État de l'Alabama. Cet indicatif est l'un des indicatifs originaux du Plan de numérotation nord-américain. 
Le 15 janvier 1995, l'indicatif 334 a été créé par la scission de l'indicatif 205. L'indicatif 205 a continué à desservir le nord de l'État alors que l'indicatif 334 desservait le sud de l'État.
Le 23 mars 1998, l'indicatif 256 a été créé par la scission de l'indicatif 205. L'indicatif 256 a hérité de l'est et du nord du territoire antérieur de l'indicatif 205 alors que l'indicatif 205 était réduit à son territoire actuel.
Le 18 juin 2001, l'indicatif 251 a été créé par la scission de l'indicatif 334. L'indicatif 251 a hérité de la partie sud-ouest du territoire antérieur de l'indicatif 334 alors que l'indicatif 334 était réduit à son territoire actuel.
Le 10 juillet 2010, l'indicatif 938 a été introduit par chevauchement de l'indicatif 256.
Il est prévu qu'au quatrième trimestre de 2014, l'indicatif 659 sera créé par chevauchement de l'indicatif 205.